# Steaguri și steme ale regatelor și țărilor Austro-Ungariei
Această listă prezintă doar steagurile și stemele regatelor și țărilor din monarhia dunăreană Austro-Ungaria la începutul sec. 20. 

## Structura administrativă a imperiului

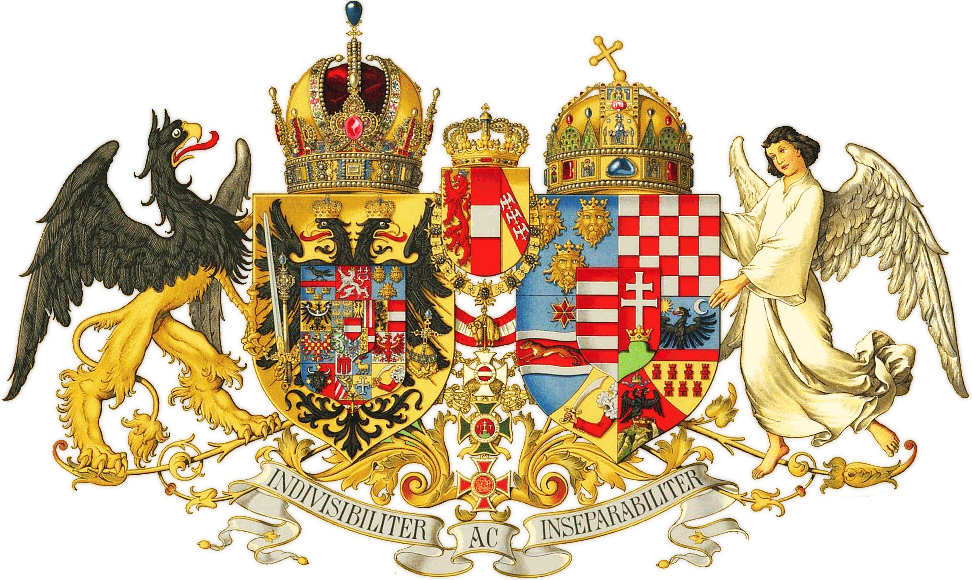
Stema Austro-Ungariei

Râul Leitha a constituit parțial granița dintre cele două jumătăți ale monarhiei austro-ungare și corespunde graniței de vest a statului Burgenland din zilele noastre. 
| Loc | Parte a Dublei Monarhii                                                          | Observații                                                                      | Stemă |
| --- | -------------------------------------------------------------------------------- | ------------------------------------------------------------------------------- | ----- |
|     | Regatele și Țările reprezentate în Consiliul Imperial, din 1915 Țările austriece | sau Cisleithania („Țara de dincoace de Leitha“) – jumătatea vestică a monarhiei |       |
|     | Țările Sfintei Coroane Ungare a lui Ștefan                                       | sau Transleithania („Țara de dincolo de Leitha“) – jumătatea estică a monarhiei |       |
|     | Bosnia și Herțegovina                                                            | Administrată în comun de ambele jumătăți ale monarhiei                          |       |

## Regate și țări
| Loc            | Țară                                   | Capitală     | Steag        | Stemă        |              |
| Cisleithania   | Cisleithania                           | Cisleithania | Cisleithania | Cisleithania | Cisleithania |
| -------------- | -------------------------------------- | ------------ | ------------ | ------------ | ------------ |
|                | Regatul Boemiei                        | Praga        |              |              |              |
|                | Regatul Dalmației                      | Zadar        |              |              |              |
|                | Regatul Galiției și Lodomeriei         | Liov         |              |              |              |
|                | Arhiducatul Austriei de sub Enns       | Viena        |              |              |              |
|                | Arhiducatul Austriei de peste Enns     | Linz         |              |              |              |
|                | Ducatul Bucovina                       | Cernăuți     |              |              |              |
|                | Ducatul Carintia                       | Klagenfurt   |              |              |              |
|                | Ducatul Craina                         | Ljubljana    |              |              |              |
|                | Ducatul Salzburg                       | Salzburg     |              |              |              |
|                | Ducatul Sileziei de Sus și de Jos      | Opava        |              |              |              |
|                | Ducatul Stiria                         | Graz         |              |              |              |
|                | Margraviatul Moravia                   | Brno         |              |              |              |
|                | Comitatul Princiar Tirol               | Innsbruck    |              |              |              |
|                | Litoralul austriac                     | Triest       |              |              |              |
|                | Vorarlberg                             | Bregenz      |              |              |              |
| Loc            | Țară                                   | Capitală     | Steag        | Stemă        |              |
| Transleithania |                                        |              |              |              |              |
|                | Regatul Ungariei                       | Budapesta    |              |              |              |
|                | Regatul Croației și Slavoniei          | Zagreb       |              |              |              |
|                | Regatul Slavoniei                      | Osijek       |              |              |              |
|                | Regatul Croației                       | Zagreb       |              |              |              |
|                | Orașul Fiume și împrejurimile          | Fiume        |              |              |              |
|                | Marele Principat al Transilvaniei      | Sibiu        |              |              |              |
|                | Voivodina Sârbească și Banatul Timișan | Timișoara    |              |              |              |
| Loc            | Țară                                   | Capitală     | Steag        | Stemă        |              |
| Condominium    |                                        |              |              |              |              |
|                | Bosnia și Herțegovina                  | Sarajevo     |              |              |              |

## Legături
- Materiale media legate de steaguri ale Austro-Ungariei la Wikimedia Commons
- Materiale media legate de steme ale Austro-Ungariei la Wikimedia Commons